# Legio V Macedonica
La Legio V Macedonica ("Macedone") fu una legione romana raccolta dal console Gaio Vibio Pansa Cetroniano e da Ottaviano nel 43 a.C.; la legione entrò a far parte dell'esercito bizantino, scomparendo probabilmente nel 636, nella battaglia di Yarmuk contro gli Arabi.
Il simbolo della legione era il toro, ma anche l'aquila fu utilizzata. La legione ricevette il cognomen Macedonica dal fatto che stazionò in Macedonia per un certo periodo.

## Storia

### Creazione e invio in Macedonia
La Legio V fu una delle ventotto legioni di Ottaviano. Due "quinte" legioni sono attestate dalle fonti, la V Gallica e la V Urbana, ed è probabile che entrambe siano quella diventata poi la V Macedonica. È probabile che la legione abbia partecipato alla battaglia di Azio (31 a.C.), che segnò la vittoria definitiva di Ottaviano su Marco Antonio e lo incoronò signore assoluto della Repubblica romana.
L'anno successivo la legione fu inviata a presidiare la Macedonia, nell'ambito del ri-schieramento delle legioni romane alla fine delle guerre civili. Dopo la permanenza in Macedonia, che terminò nel 6 d.C. con l'invio a Oescus (Mesia), la V fu nota come Macedonica per i successivi sei secoli.

### Rivolta in Giudea

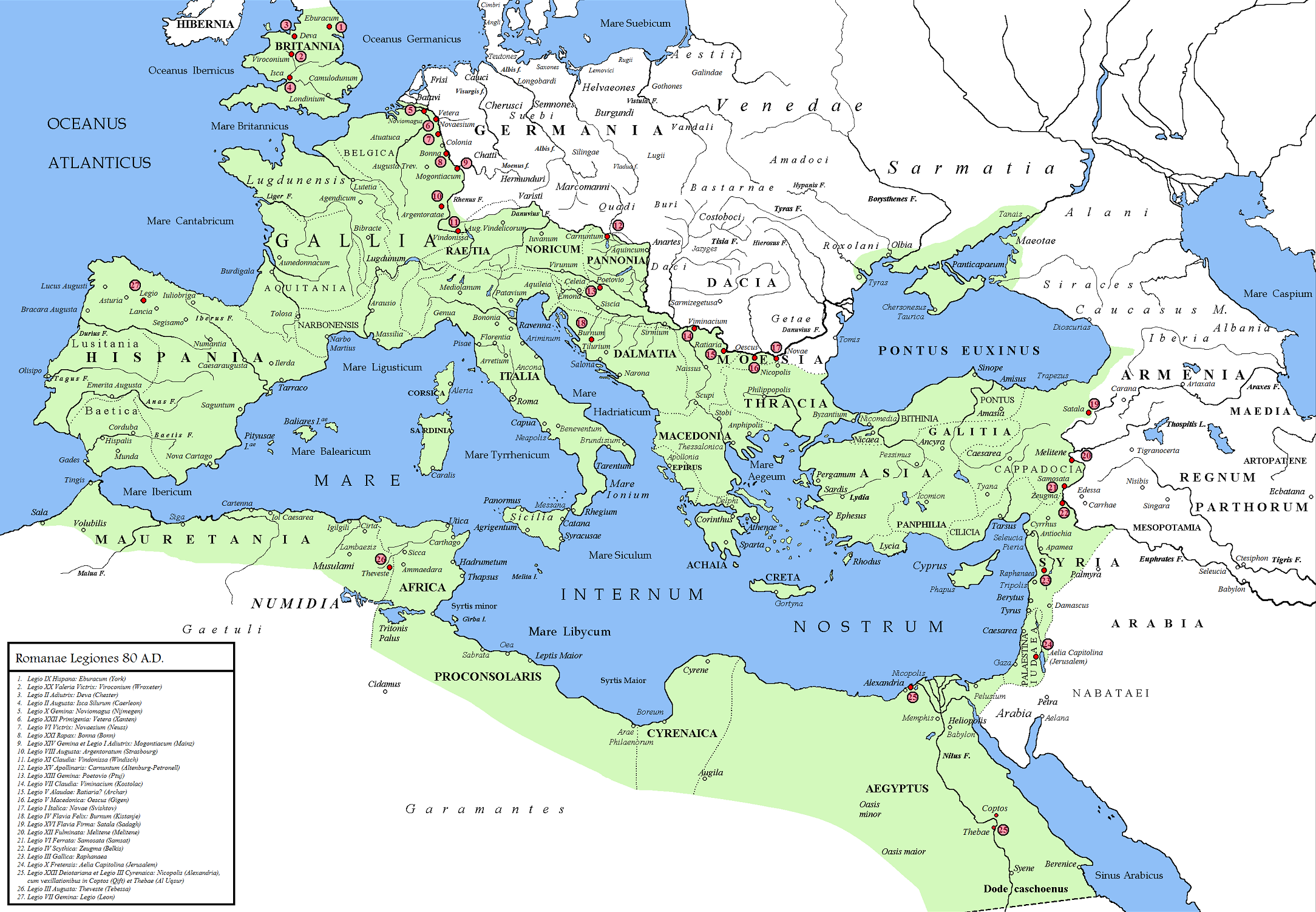
Schieramento delle legioni romane nell'80. La V Macedonica si trovava ad Oescus (segno 16), in Mesia.

Nel 62 alcune vessillazioni della V combatterono al comando di Lucio Cesennio Peto contro i Parti in Armenia; dopo la sconfitta nella battaglia di Rhandeia, la vittoriosa controffensiva romana venne organizzata inviando in oriente tutta la V Macedonica, assieme alla III Gallica, alla VI Ferrata e alla X Fretensis, sotto il comando di Gneo Domizio Corbulone.
La V era probabilmente ancora in oriente quando scoppiò la prima guerra giudaica nel 66. L'imperatore Nerone affidò il compito di sedare la rivolta ebraica al generale Vespasiano, cui assegnò le legioni V Macedonica, X Fretensis e XV Apollinaris. Nel 67 la città galilea di Seffori si arrese pacificamente ai romani, e in seguito la Macedonica conquistò la montagna del Garizim, il principale santuario dei Samaritani. Nell'"Anno dei quattro imperatori", il 68, fu speso dalla legione ad Emmaus, dove sono state ritrovate diverse tombe dei soldati della Macedonica.
Dopo la nomina di Vespasiano ad imperatore e la sua partenza per Roma, il comando dell'esercito passò a suo figlio, il futuro imperatore Tito, che pose fine alla guerra. Terminata l'emergenza, la V ritornò nella sua provincia, in Mesia, nel 71. Nel 96 fu tribunus militum della legione il futuro imperatore Adriano.

### In Dacia, a protezione della frontiera danubiana

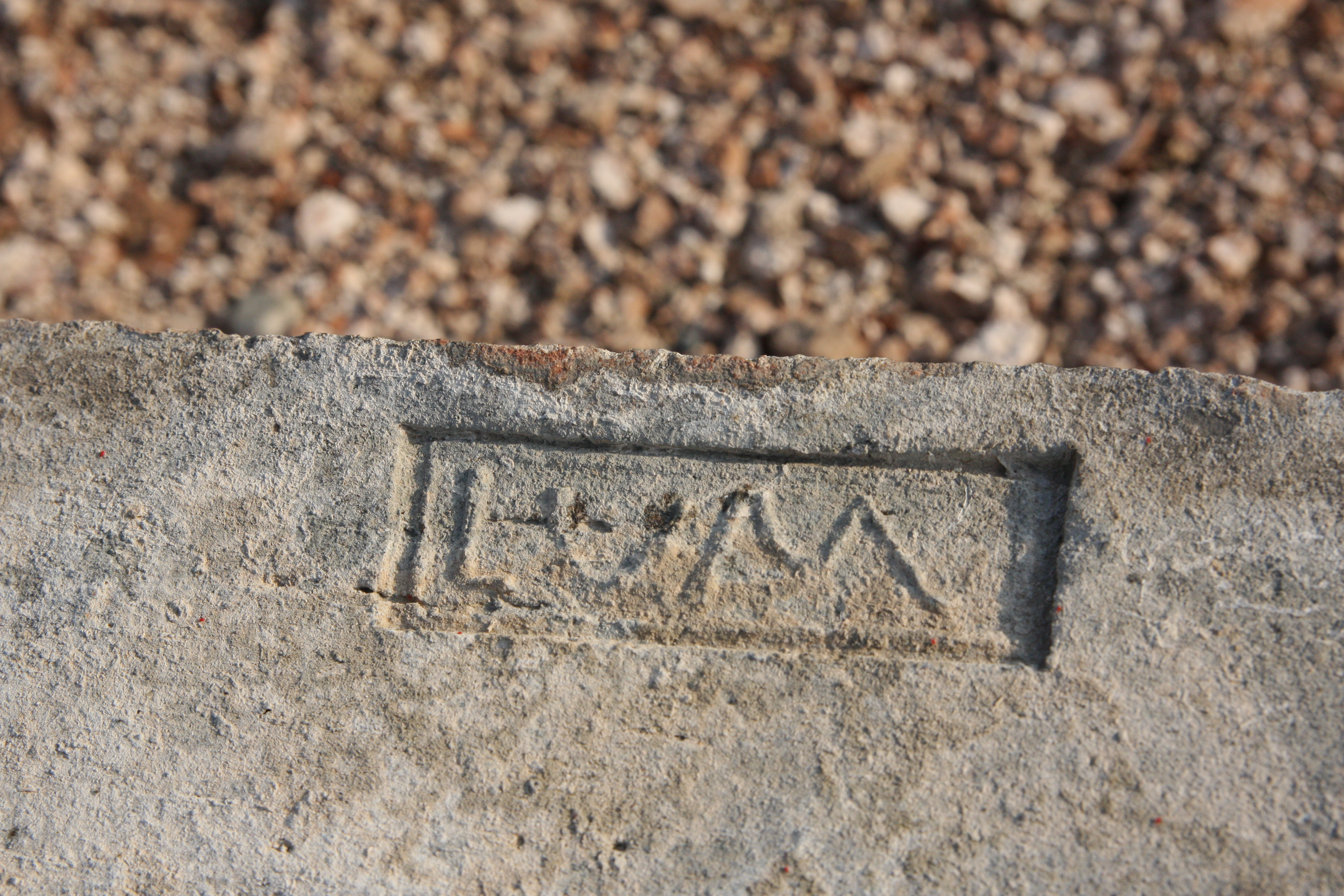
Mattone recante il bollo "LVM", Legio V Macedonica, da Potaissa, base della legione dal 166 al 274

Dal 101 al 106 la legione fu impegnata in Dacia, nella campagna di Traiano contro le popolazioni locali, volta alla conquista della Dacia. Al termine della guerra (107) la V Macedonica rimase nella provincia appena annessa, di stanza a Troesimus sul delta del Danubio.
Quando l'imperatore Lucio Vero iniziò la propria campagna contro i Parti (161-166), la legione fu inviata in oriente, ma tornò poi nella Dacia Porolissensis, con il campo elevato a Potaissa (moderna Turda, Romania).
La sicurezza della frontiera settentrionale costituì un grosso problema per l'impero; quando l'imperatore Marco Aurelio si trovò a dove combattere contro i Marcomanni, i Sarmati e i Quadi, la V rivide il campo di battaglia. All'inizio del regno di Commodo, la V Macedonica e la XIII Gemina sconfissero ancora una volta i Sarmati, sotto il comando di quei Pescennio Nigro e Clodio Albino che contesero a Settimio Severo la porpora imperiale.
Quando la V sconfisse un esercito di mercenari in Dacia, nel 185 o nel 187, ricevette il titolo onorifico di Pia Constans ("Pia e affidabile") o Pia Fidelis ("Pia e leale").

### Dal III secolo all'impero bizantino
Pur restando di stanza a Potaissa per tutto il III secolo, la V Macedonica combatté in diverse occasioni, guadagnandosi onori ed encomi. L'imperatore Valeriano conferì alla V i titoli III Pia III Fidelis ("Tre volte pia, tre volte leale"); suo figlio, Gallieno, onorò la legione con i titoli VII Pia VII Fidelis, mentre i titoli vennero conferiti per la quarta, quinta e sesta volta in occasione, probabilmente, dell'utilizzo della legione come parte del comitatus (esercito mobile) dell'imperatore contro gli usurpatori Ingenuo e Regaliano (260, Mesia). Una vessillazione combatté anche contro l'usurpatore Vittorino (Gallia, 269–271).
La legione tornò ad Oescus nel 274, dopo che l'imperatore Aureliano decise di ritirarsi dalla sponda orientale del Danubio rinunciando alla Dacia. Il compito della Macedonica nei secoli successivi fu quello di proteggere la provincia. L'unità di cavalleria creata da Gallieno fu definitivamente separata dalla legione dall'imperatore Diocleziano (284-305), divenendo parte del suo comitatus. Tale unità fu inviata in Mesopotamia, dove fu impegnata vittoriosamente contro i Sasanidi nel 296, e poi a Menfi in Egitto, dove si trovava ancora all'epoca dell'impero bizantino. Al tempo della Notitia dignitatum suoi distaccamenti (vexillationes) erano posti sotto il comando del Magister militum per Orientem, risultando ormai di fatto una unità militare indipendente dalla "legione madre" (legio comitatensis).
La V Macedonica fu probabilmente distrutta nella battaglia di Yarmuk (636) contro gli Arabi.